# Турнебю
Турнебю́ (фр. Tournebu) — колишній муніципалітет у Франції, у регіоні Нормандія, департамент Кальвадос. Населення — 387 осіб (2011).
Муніципалітет був розташований на відстані близько 200 км на захід від Парижа, 24 км на південь від Кана.

## Історія
До 2015 року муніципалітет перебував у складі регіону Нижня Нормандія. Від 1 січня 2016 року належав до нового об'єднаного регіону Нормандія.
1 січня 2019 року Турнебю, Аквіль, Анговіль, Сені-Буа-Альбу i Пласі було об'єднано в новий муніципалітет Сені-ле-Сурс.

## Демографія
Динаміка населення (INSEE ):
Розподіл населення за віком та статтю (2006):
| Стать | Всього | До 15 років | 15-24 | 25-44 | 45-64 | 65-85 | Понад 85 |
| --- | ------ | ----------- | ----- | ----- | ----- | ----- | -------- |
| Чоловіки | 174    | 39          | 18    | 43    | 48    | 22    | 4        |
| Жінки | 197    | 17          | 43    | 43    | 47    | 39    | 8        |
| \| Статево-вікова піраміда \| Статево-вікова піраміда \| Статево-вікова піраміда \| \| ----------------------- \| ----------------------- \| ----------------------- \| \| Чоловіки \| Вік \| Жінки \| \| 4 \| 85 + \| 8 \| \| 4 \| 80-84 \| 17 \| \| 0 \| 75-79 \| 9 \| \| 9 \| 70-74 \| 4 \| \| 9 \| 65-69 \| 9 \| \| 9 \| 60-64 \| 9 \| \| 9 \| 55-59 \| 4 \| \| 13 \| 50-54 \| 17 \| \| 17 \| 45-49 \| 17 \| \| 13 \| 40-44 \| 9 \| \| 21 \| 35-39 \| 21 \| \| 9 \| 30-34 \| 13 \| \| 0 \| 25-29 \| 0 \| \| 9 \| 20-24 \| 17 \| \| 9 \| 15-20 \| 26 \| \| 21 \| 10-14 \| 4 \| \| 9 \| 5-9 \| 9 \| \| 9 \| 0-4 \| 4 \| |        |             |       |       |       |       |          |
| Статево-вікова піраміда |        |             |       |       |       |       |          |
| Чоловіки | Вік    | Жінки       |       |       |       |       |          |
| 4 | 85 +   | 8           |       |       |       |       |          |
| 4 | 80-84  | 17          |       |       |       |       |          |
| 0 | 75-79  | 9           |       |       |       |       |          |
| 9 | 70-74  | 4           |       |       |       |       |          |
| 9 | 65-69  | 9           |       |       |       |       |          |
| 9 | 60-64  | 9           |       |       |       |       |          |
| 9 | 55-59  | 4           |       |       |       |       |          |
| 13 | 50-54  | 17          |       |       |       |       |          |
| 17 | 45-49  | 17          |       |       |       |       |          |
| 13 | 40-44  | 9           |       |       |       |       |          |
| 21 | 35-39  | 21          |       |       |       |       |          |
| 9 | 30-34  | 13          |       |       |       |       |          |
| 0 | 25-29  | 0           |       |       |       |       |          |
| 9 | 20-24  | 17          |       |       |       |       |          |
| 9 | 15-20  | 26          |       |       |       |       |          |
| 21 | 10-14  | 4           |       |       |       |       |          |
| 9 | 5-9    | 9           |       |       |       |       |          |
| 9 | 0-4    | 4           |       |       |       |       |          |

## Економіка
2010 року серед 238 осіб працездатного віку (15—64 років) 184 були активними, 54 — неактивними (показник активності 77,3%, у 1999 році було 71,0%). З 184 активних мешканців працювало 170 осіб (93 чоловіки та 77 жінок), безробітними було 14 (3 чоловіки та 11 жінок). Серед 54 неактивних 12 осіб було учнями чи студентами, 24 — пенсіонерами, 18 були неактивними з інших причин.

У 2010 році в муніципалітеті числилось 142 оподатковані домогосподарства, у яких проживали 348,0 особи, медіана доходів виносила 18 222 євро на одного особоспоживача